# SS Audace Cerignola
Società Sportiva Audace Cerignola, zkráceně jen Audace Cerignola je italský fotbalový klub hrající v sezóně 2024/25 ve 3. italské fotbalové lize sídlící ve městě Cerignola v regionu Apulie.

## Změny názvu klubu
- 1931/32 – 1940/41 − GS Cerignola (Gruppo Sportivo Cerignola)
- 1947/48 – 1974/75 − US Audace Cerignola (Unione Sportiva Audace Cerignola)
- 1981/82 – 1987/88 − AC Cerignola (Associazione Calcio Cerignola)
- 1988/89 − 1999/00 – GS Cerignola (Gruppo Sportivo Cerignola)
- 2000/01 − 2016/17 – US Audace Cerignola (Unione Sportiva Audace Cerignola)
- 2017/18 – SS Audace Cerignola (Società Sportiva Audace Cerignola)

## Získané trofeje

### Vyhrané domácí soutěže
- 4. italská liga (1×)

2021/22

## Účast v ligách
| Úroveň soutěže | Název soutěže (nynější název) | První hraná sezona | Poslední hraná sezona | celkem odehraných sezon |
| -------------- | ----------------------------- | ------------------ | --------------------- | ----------------------- |
| 3              | Serie C                       | 1934/35            | 2024/25               | 6                       |
| 4              | Serie D                       | 1948/49            | 2021/22               | 23                      |
| 5              | Eccellenza                    | 1987/88            | 1999/00               | 11                      |